# 小布与伟仔
《小布与伟仔》（英語：Brandy & Mr. Whiskers）是情境喜劇作家羅素·馬庫斯（Russell Marcus）為迪士尼頻道創作的美國電視動畫劇集。該動畫於2004年8月21日首播，至2006年8月25日播畢，共有39集。

## 簡介
故事主角為娇生惯养的狗小布（Brandy Harrington）和一只容易兴奋且行为特异的兔子伟仔（Mr. Whiskers）。他們意外從飛機上摔下來並被困在亞馬遜雨林中，並面臨新生活的挑戰。他們結識了新朋友：大蟒蛇蘿拉、巨嘴鳥姐妹謝麗爾和梅麗爾、還有水獺艾德。故事講述了這對二人組試圖適應新環境的故事。

## 外部連結
- 互联网电影数据库（IMDb）上《小布与伟仔》的资料（英文）
- 大卡通上《Brandy & Mr. Whiskers》的資料